# FIFA Confederations Cup 2003
De FIFA Confederations Cup 2003 was de zesde editie van de FIFA Confederations Cup, die werd gehouden van 18 tot 29 juni 2003 in Frankrijk. Gastland Frankrijk won de Confederations Cup 2003. Het toernooi werd opgeschrikt door de dood van Kameroens international Marc-Vivien Foé, die in de wedstrijd tegen Colombia op het veld overleed aan een acute hartstilstand.

## Speelsteden
| Saint-Denis        | Lyon               | Saint-Étienne           |
| ------------------ | ------------------ | ----------------------- |
| Stade de France    | Stade de Gerland   | Stade Geoffroy-Guichard |
| Capaciteit: 80.000 | Capaciteit: 41.200 | Capaciteit: 36.000      |
|                    |                    |                         |

## Deelnemende landen

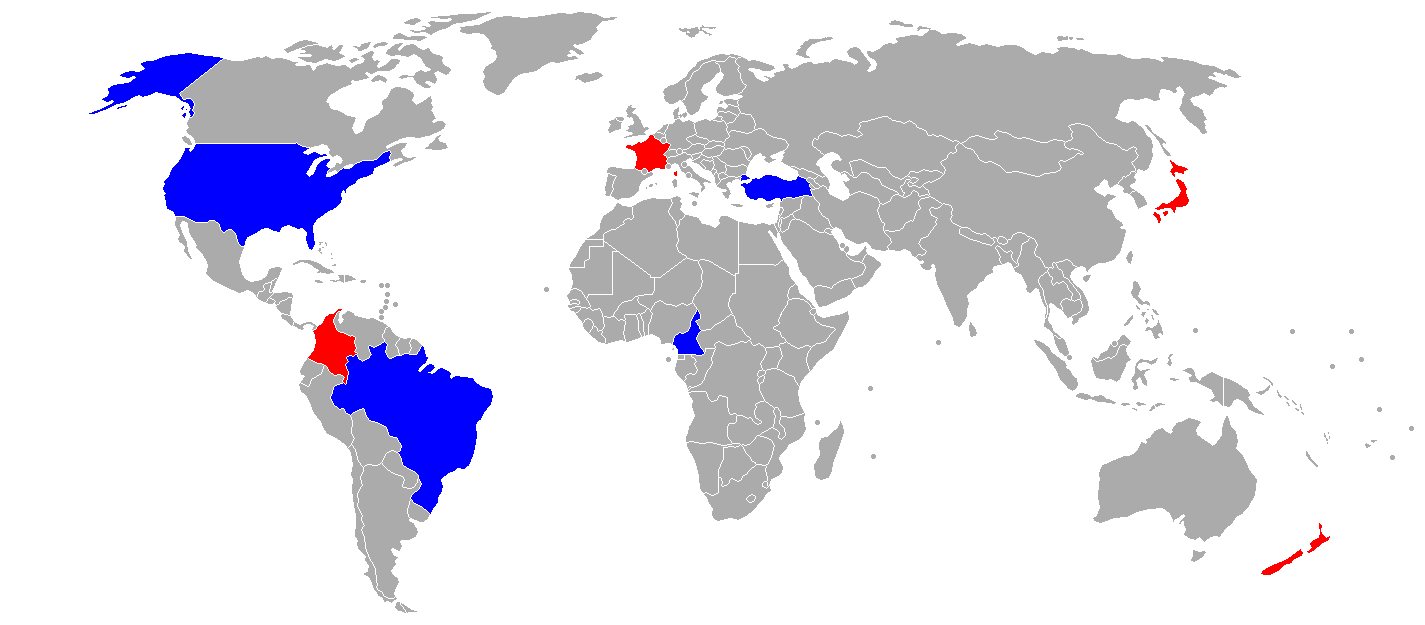
Overzicht van landen die deelnamen.
Groep A
Groep B

| Deelnemende landen (kwalificatie) |
| --- |
| Frankrijk (gastland, winnaar EK 2000, winnaar FIFA Confederations Cup 2001) Brazilië (winnaar WK 2002) Verenigde Staten (winnaar CONCACAF Gold Cup 2002) Colombia (winnaar Copa América 2001) Kameroen (winnaar Afrika Cup 2002) Nieuw-Zeeland (winnaar Oceanië Cup 2002) Japan (winnaar Azië Cup 2000) Turkije (uitgenodigd) |

## Scheidsrechters
- Jorge Larrionda
- Mark Shield
- Lucílio Batista

- Valentin Ivanov
- Markus Merk
- Carlos Amarilla

- Carlos Batres
- Coffi Codjia
- Masoud Moradi

## Groepsfase

### Groep A
| Team          | Wed | W | G | V | DV | DT | Pnt |
| ------------- | --- | - | - | - | -- | -- | --- |
| Frankrijk     | 3   | 3 | 0 | 0 | 8  | 1  | 9   |
| Colombia      | 3   | 2 | 0 | 1 | 4  | 2  | 6   |
| Japan         | 3   | 1 | 0 | 2 | 4  | 3  | 3   |
| Nieuw-Zeeland | 3   | 0 | 0 | 3 | 1  | 11 | 0   |

|                                      |               |                                                                  |       |                                                                                      |
| 18 juni «onderlinge duels» 18:00 uur | Nieuw-Zeeland | 0 – 3                                                            | Japan | Stade de France, Saint-Denis Toeschouwers: 36.038 Scheidsrechter: Coffi Codjia (BEN) |
| 18 juni «onderlinge duels» 18:00 uur |               | 12' Shunsuke Nakamura 65' Hidetoshi Nakata 75' Shunsuke Nakamura |       | Stade de France, Saint-Denis Toeschouwers: 36.038 Scheidsrechter: Coffi Codjia (BEN) |

|                                      |                          |       |          |                                                                                   |
| 18 juni «onderlinge duels» 21:00 uur | Frankrijk                | 1 – 0 | Colombia | Stade de Gerland, Lyon Toeschouwers: 38.541 Scheidsrechter: Lucílio Batista (POR) |
| 18 juni «onderlinge duels» 21:00 uur | Thierry Henry 39' (pen.) |       |          | Stade de Gerland, Lyon Toeschouwers: 38.541 Scheidsrechter: Lucílio Batista (POR) |

|                                      |                                                                  |       |                     |                                                                                 |
| 20 juni «onderlinge duels» 19:00 uur | Colombia                                                         | 3 – 1 | Nieuw-Zeeland       | Stade de Gerland, Lyon Toeschouwers: 22.811 Scheidsrechter: Carlos Batres (GUA) |
| 20 juni «onderlinge duels» 19:00 uur | Jorge López Caballero 58' Mario Yepes 75' Giovanni Hernández 85' |       | 27' Raf de Gregorio | Stade de Gerland, Lyon Toeschouwers: 22.811 Scheidsrechter: Carlos Batres (GUA) |

|                                      |                                          |       |                       |                                                                                               |
| 20 juni «onderlinge duels» 21:00 uur | Frankrijk                                | 2 – 1 | Japan                 | Stade Geoffroy-Guichard, Saint-Etienne Toeschouwers: 33.070 Scheidsrechter: Mark Shield (AUS) |
| 20 juni «onderlinge duels» 21:00 uur | Robert Pirès 43' (pen.) Sidney Govou 65' |       | 59' Shunsuke Nakamura | Stade Geoffroy-Guichard, Saint-Etienne Toeschouwers: 33.070 Scheidsrechter: Mark Shield (AUS) |

|                                      |                                                                                             |       |               |                                                                                       |
| 22 juni «onderlinge duels» 21:00 uur | Frankrijk                                                                                   | 5 – 0 | Nieuw-Zeeland | Stade de France, Saint-Denis Toeschouwers: 36.842 Scheidsrechter: Masoud Moradi (IRI) |
| 22 juni «onderlinge duels» 21:00 uur | Olivier Kapo 17' Thierry Henry 20' Djibril Cissé 71' Ludovic Giuly 90+1' Robert Pirès 90+3' |       |               | Stade de France, Saint-Denis Toeschouwers: 36.842 Scheidsrechter: Masoud Moradi (IRI) |

|                                      |       |                        |          |                                                                                                   |
| 22 juni «onderlinge duels» 21:00 uur | Japan | 0 – 1                  | Colombia | Stade Geoffroy-Guichard, Saint-Étienne Toeschouwers: 24.541 Scheidsrechter: Jorge Larrionda (URU) |
| 22 juni «onderlinge duels» 21:00 uur |       | 68' Giovanni Hernández |          | Stade Geoffroy-Guichard, Saint-Étienne Toeschouwers: 24.541 Scheidsrechter: Jorge Larrionda (URU) |

### Groep B
| Team             | Wed | W | G | V | DV | DT | Pnt |
| ---------------- | --- | - | - | - | -- | -- | --- |
| Kameroen         | 3   | 2 | 1 | 0 | 2  | 0  | 7   |
| Turkije          | 3   | 1 | 1 | 1 | 4  | 4  | 4   |
| Brazilië         | 3   | 1 | 1 | 1 | 3  | 3  | 4   |
| Verenigde Staten | 3   | 0 | 1 | 2 | 1  | 3  | 1   |

|                                      |                                         |       |                      |                                                                                                   |
| 19 juni «onderlinge duels» 19:00 uur | Turkije                                 | 2 – 1 | Verenigde Staten     | Stade Geoffroy-Guichard, Saint-Étienne Toeschouwers: 16.944 Scheidsrechter: Jorge Larrionda (URU) |
| 19 juni «onderlinge duels» 19:00 uur | Okan Yılmaz 40' (pen.) Tuncay Şanlı 70' |       | 37' DaMarcus Beasley | Stade Geoffroy-Guichard, Saint-Étienne Toeschouwers: 16.944 Scheidsrechter: Jorge Larrionda (URU) |

|                                      |          |                  |          |                                                                                         |
| 19 juni «onderlinge duels» 21:00 uur | Brazilië | 0 – 1            | Kameroen | Stade de France, Saint-Denis Toeschouwers: 46.719 Scheidsrechter: Valentin Ivanov (RUS) |
| 19 juni «onderlinge duels» 21:00 uur |          | 83' Samuel Eto'o |          | Stade de France, Saint-Denis Toeschouwers: 46.719 Scheidsrechter: Valentin Ivanov (RUS) |

|                                      |                            |       |         |                                                                                         |
| 21 juni «onderlinge duels» 19:00 uur | Kameroen                   | 1 – 0 | Turkije | Stade de France, Saint-Denis Toeschouwers: 43.743 Scheidsrechter: Carlos Amarilla (PAR) |
| 21 juni «onderlinge duels» 19:00 uur | Geremi Njitap 90+2' (pen.) |       |         | Stade de France, Saint-Denis Toeschouwers: 43.743 Scheidsrechter: Carlos Amarilla (PAR) |

|                                      |             |       |                  |                                                                                   |
| 21 juni «onderlinge duels» 21:00 uur | Brazilië    | 1 – 0 | Verenigde Staten | Stade de Gerland, Lyon Toeschouwers: 20.306 Scheidsrechter: Lucilio Batista (POR) |
| 21 juni «onderlinge duels» 21:00 uur | Adriano 22' |       |                  | Stade de Gerland, Lyon Toeschouwers: 20.306 Scheidsrechter: Lucilio Batista (POR) |

|                                      |                        |       |                                        |                                                                                               |
| 23 juni «onderlinge duels» 21:00 uur | Brazilië               | 2 – 2 | Turkije                                | Stade Geoffroy-Guichard, Saint-Étienne Toeschouwers: 29.170 Scheidsrechter: Markus Merk (GER) |
| 23 juni «onderlinge duels» 21:00 uur | Adriano 23' Alex 90+1' |       | 53' Gökdeniz Karadeniz 81' Okan Yılmaz | Stade Geoffroy-Guichard, Saint-Étienne Toeschouwers: 29.170 Scheidsrechter: Markus Merk (GER) |

|                                      |                  |       |          |                                                                               |
| 23 juni «onderlinge duels» 21:00 uur | Verenigde Staten | 0 – 0 | Kameroen | Stade de Gerland, Lyon Toeschouwers: 19.206 Scheidsrechter: Mark Shield (AUS) |
| 23 juni «onderlinge duels» 21:00 uur |                  |       |          | Stade de Gerland, Lyon Toeschouwers: 19.206 Scheidsrechter: Mark Shield (AUS) |

## Tweede ronde

### Halve finales
|                                      |                |       |          |                                                                               |
| 26 juni «onderlinge duels» 18:00 uur | Kameroen       | 1 – 0 | Colombia | Stade de Gerland, Lyon Toeschouwers: 12.352 Scheidsrechter: Markus Merk (GER) |
| 26 juni «onderlinge duels» 18:00 uur | Pius Ndiefi 9' |       |          | Stade de Gerland, Lyon Toeschouwers: 12.352 Scheidsrechter: Markus Merk (GER) |

|                                      |                                                        |       |                                         |                                                                                         |
| 26 juni «onderlinge duels» 21:00 uur | Frankrijk                                              | 3 – 2 | Turkije                                 | Stade de France, Saint-Denis Toeschouwers: 41.195 Scheidsrechter: Jorge Larrionda (URU) |
| 26 juni «onderlinge duels» 21:00 uur | Thierry Henry 11' Robert Pirès 26' Sylvain Wiltord 43' |       | 42' Gökdeniz Karadeniz 48' Tuncay Şanlı | Stade de France, Saint-Denis Toeschouwers: 41.195 Scheidsrechter: Jorge Larrionda (URU) |

### Troostfinale
|                                      |                        |       |                                 |                                                                                               |
| 28 juni «onderlinge duels» 18:00 uur | Colombia               | 1 – 2 | Turkije                         | Stade Geoffroy-Guichard, Saint-Etienne Toeschouwers: 18.237 Scheidsrechter: Mark Shield (AUS) |
| 28 juni «onderlinge duels» 18:00 uur | Giovanni Hernández 63' |       | 2' Tuncay Şanlı 86' Okan Yilmaz | Stade Geoffroy-Guichard, Saint-Etienne Toeschouwers: 18.237 Scheidsrechter: Mark Shield (AUS) |

### Finale
|                                      |          |                   |           |                                                                                         |
| 29 juni «onderlinge duels» 21:00 uur | Kameroen | 0 – 1             | Frankrijk | Stade de France, Saint-Denis Toeschouwers: 51.985 Scheidsrechter: Valentin Ivanov (RUS) |
| 29 juni «onderlinge duels» 21:00 uur |          | 97' Thierry Henry |           | Stade de France, Saint-Denis Toeschouwers: 51.985 Scheidsrechter: Valentin Ivanov (RUS) |

## Kampioen
| FIFA Confederations Cup 2003 |
| ---------------------------- |
| FRANKRIJK 2de titel          |

## Topscorers
4 doelpunten
- Thierry Henry

3 doelpunten
- Giovanni Hernández
- Robert Pirès
- Shunsuke Nakamura
- Tuncay Şanlı
- Okan Yılmaz